# Dobročkovice
Dobročkovice település Csehországban, Vyškovi járásban. Dobročkovice Brankovice, Nemochovice, Nesovice, Chvalkovice és Uhřice településekkel határos. Lakosainak száma 237 fő (2024. január 1.).

## Népesség
A település lakosságának változását az alábbi diagram mutatja:
| Lakosok száma | 470  | 587  | 554  | 427  | 300  | 210  | 212  | 219  | 227  | 237  |
|               | 1869 | 1890 | 1921 | 1950 | 1980 | 2001 | 2017 | 2019 | 2022 | 2024 |